# Fútbol de salón en Venezuela
- No confundir con el fútbol cinco, disciplina deportiva muy similar organizada por la FIFA y la Federación Venezolana de Fútbol (FVF).

El fútbol de salón, fútbol sala o futsal (disciplina practicada según las normas de la Federación Internacinal de Fútbol de Salón y la Federación Venezolana de Fútbol de Salón) es un deporte de gran arraigo en Venezuela, donde se le conoce como futbolito.
El país ha obtenido un campeonato mundial en la categoría masculina, y un subtítulo mundial a nivel femenino. Además, ha cosechado otros campeonatos y subcampeonatos a nivel regional, continental y mundial.

## Organización

### Federación Venezolana de Fútbol de Salón

#### Descripción

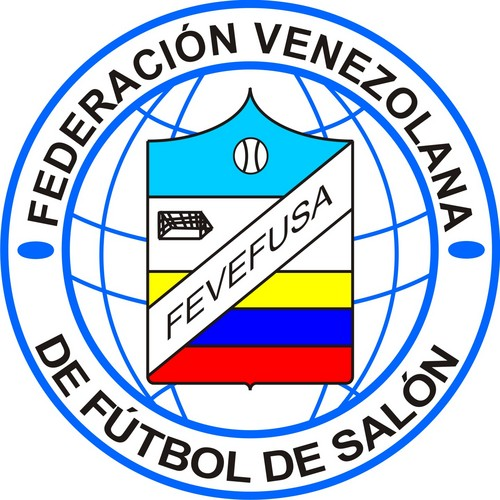
Logotipo de la Federación Venezolana de Fútbol de Salón

La Federación Venezolana de Fútbol de Salón (FEVEFUSA) es la institución responsable de la dirección del fútbol de salón en Venezuela. Está conformada por las asociaciones estadales correspondientes. 
Está afiliada a la Federación Internacional de Futbol de Salón (FIFUSA), la Confederación Sudamericana de Fútbol de Salón (CSFS), la Confederación Norte-Centroamericana y del Caribe de Futsal (CONCAFUTSAL), la Confederación Panamericana de Futsal (PANAFUTSAL) y la Asociación Mundial de Futsal (AMF). Está inscrita en el Instituto Nacional de Deportes de Venezuela y en el Comité Olímpico Venezolano.

#### Deberes y atribuciones
Esta entidad tiene como funciones, entre otras:
- Dirigir las actividades deportivas del fútbol de salón en el territorio nacional
- Dictar las normas técnicas de la disciplina, en concordancia con las establecidas por la Asociación Mundial de Futsal, y velar por su cumplimiento
- Promover la capacitación, formación y desarrollo del talento humano necesario para el desarrollo de la disciplina
- Organizar y dirigir las competencias que se realicen en el país
- Convocar a las y los salonistas para participar en competencias internacionales en representación de Venezuela, incluyendo a los integrantes de las selecciones nacionales de las diferentes categorías, y brindarles la atención requerida
- Representar a Venezuela ante la Asociación Mundial de Futsal y demás entidades a las cuales está afiliada

#### Presidentes
- Roberto Salinas Louro (fundador)
- Magnevis Escalante
- Carlos Briceño
- Ismael Boada
- Carlos Párica (en ejercicio)

### Reglamentación

#### Disposiciones internacionales
- Reglas de juego de la Asociación Mundial de Futsal [2]
- Estatutos de la Asociación Mundial de Futsal
- Estatutos de la Confederación Panamericana de Futsal
- Estatutos de la Confederación Sudamericana de Fútbol de Salón
- Estatutos de la Confederación Norte-Centralamericana y Caribe de Futsal [3]

#### Disposiciones venezolanas
- Ley orgánica de deporte, actividad física y educación física
- Demás disposiciones de ley relacionadas con el deporte
- Estatutos de la Federación Venezolana de Fútbol de Salón
- Reglamento de partidos y competiciones de la FEVEFUSA (Resolución N.º 18)[4][5]
- Estatutos de la Comisión Nacional de Árbitros y Anotadores de Futsal de Venezuela
- Estatutos de las asociaciones estadales de fútbol de salón
- Estatutos de los colegios estadales de árbitros y anotadores
- Reglamento de cada torneo

### Arbitraje
El arbitraje está regido por la Comisión Nacional de Árbitros y Anotadores de Futsal (CONAFUTSAL). Este organismo se encarga de la planificación y ejecución de las funciones de los jueces y anotadores, la realización de actividades de capacitación y actualización, y el intercambio profesional (tanto a nivel local como con expertos de otros países). La comisión nacional está integrada por los colegios arbitrales de cada estado. Está afiliada a la Federación Venezolana de Fútbol de Salón.
Los jueces y anotadores venezolanos se han dedicado al estudio constante de las reglas de juego. Algunos han participado en la enseñanza de las mismas e incluso han publicado artículos técnicos referidos al juzgamiento del futsal.

## Historia

### Llegada
El primer contacto de Venezuela con el fútbol de salón lo propició Rubén Saettone, profesor  de la Asociación Cristiana de Jóvenes. Saettone, que había trabajado en Montevideo directamente con Juan Carlos Ceriani (creador del deporte), presentó a algunos jóvenes caraqueños los fundamentos de la nueva disciplina deportiva.
Se presume que en la década de 1970, miembros de las colonias sudamericanas (argentinas, brasileñas, peruanas, uruguayas, colombianas) lo practicaban de forma no reglamentada en sectores populares y clubes privados.

### Primeros pasos
El fútbol de salón se impartió en el Instituto Pedagógico de Maracay como herramienta de apoyo para la enseñanza del fútbol de campo. César Barazzoti, estudiante de este instituto, lo promovió durante los primeros Juegos Intercalles en el barrio América, sector Santa Rosa de la ciudad de Valencia. Posteriormente, fue practicado en el parque Andrés Eloy Blanco. En 1984 comenzó a jugarse de manera organizada sobre cancha de asfalto.
Foráneo
En 1984, la Asociación de futbolito de Carabobo, presidida por el profesor César Barasuti, y en la cual el actual presidente de la Federación Carlos Briceño, realizaron el primer Campeonato de Futbolito Interbarrios, con la participación de 90 equipos participantes en las  categorías Infantil, A, B y C, Juvenil y Primera. Este ensayo de estatatar llevó a cabo una gran experiencia para varios entrenadores que venían de fútbol 11, a que empezar a organizar eventos de futbolito en las calles de todos los barrios de Carabobo. También en este año 1984 el ingeniero y empresario Douglas Mendoza, realizó el primer Interbarrios en varios municipios del estado de Carabobo, participaron Bejuma, Puerto Cabello, San Joaquín, Mariara, Carlos Arvelo, Montalban y Guacara que fue la sede principal. Allí se realizaron partes de los juegos de Guacara con sede principal, y por primera vez se jugó en tabloncillo de madera en las instalaciones del gimnasio de Loma Linda de Guacara. Este torneo fue avalado por el IND Carabobo, cuyo director era Luis Villaruel, también Flavio Fridegoto aval el evento como empresario privado.
El ingeniero y empresario Douglas Mendoza se destacó como un gran dirigente deportivo y llegó a organizar los primeros ensayos de las ligas de estos municipios. Actualmente estos municipios cuentan con sus ligas propias.
También fue unos de los pioneros en llevar el futbolito a las cámaras industriales de Carabobo y dejarlo clavo en los trabajadores deportistas e institucionalizarlo, cabe destacar que el señor Douglas Mendoza fue un romántico de esta disciplina, conjuntamente con Carlos Briceño, César Barazuti, Roberto Salinas, Paco Cabrera, Raúl Albert y muchos más que en su momento colaboraron con la masificación del hoy conocido como FÚTBOL DE SALÓN (FUTBOLITO).

### Institucionalización
El 8 de junio de 1983, el empresario Roberto Salinas fundó la Asociación de Fútbol de Salón del estado Carabobo, a partir de una idea que concibió durante un viaje a Galicia, España. Fue la primera asociación de este deporte en el país sudamericano.
Siguiendo los pasos de la asociación carabobeña, se crearon las asociaciones de los estados Cojedes, Mérida, Táchira, Trujillo y la del Distrito Federal. De esta forma se permitió que el 24 de junio de 1984 se creara la Federación Venezolana de Fútbol de Salón.

### Masificación competitiva
Una vez creada la FEVEFUSA, el Instituto Nacional de Deportes decidió incluir al fútbol de salón en el programa de los V Juegos Deportivos Nacionales Juveniles que se efectuaron el año siguiente (Valencia 1985). En 1986 se realizó el I Campeonato Universitario de Fútbol de Salón en la Universidad de Carabobo. En 1987, el fútbol de salón fue incluido en un torneo internacional, los Juegos Deportivos Macabeos Panamericanos que se celebraron en Caracas. Ese año volvió a formar parte del programa de los Juegos Deportivos Nacionales Juveniles. En el año 1989 fue realizada la I Súper Copa Estudiantil Milky con la participación de 3000 alumnos-jugadores.
El deporte se convirtió, junto con los tradicionales baloncesto y voleibol, en referencia infaltable en las clases de educación física de institutos de educación media a nivel nacional.

### La época dorada
Durante la última década del siglo xx, el deporte adquirió un alto nivel de madurez. En 1990 se organizó, por primera vez, una selección para representar internacionalmente al país. Estos equipos cosecharon resultados notables a nivel regional, continental y mundial. El mayor logro obtenido por una selección nacional fue el título en masculino del VI Campeonato del Mundo celebrado en México 1997. 
Algunos clubes también se destacaron a nivel sudamericano. En el contexto local se jugó desde 1993 hasta 1998 la Liga Especial Superior de Fútbol de Salón de Venezuela, que tuvo gran éxito en asistencia a los gimnasios, audiencia televisiva y apoyo de los patrocinadores.

### Los tropiezos
Venezuela presentó su candidatura para organizar el siguiente Campeonato del Mundo, programado para el año 2000. Sin embargo el torneo fue concedido a Bolivia.
La desaparición de la Liga Especial Superior de Fútbol de Salón en 1998, la pérdida de la sede de la Copa del Mundo del año 2000 y un interés reforzado de la Federación Venezolana de Fútbol en la disciplina (siguiendo una política global de la FIFA), condujeron a un cisma y a una considerable pérdida de visibilidad mediática del fútbol de salón.
En esa época, la disciplina también presentaba dificultades a nivel internacional. La recién creada Asociación Mundial de Futsal (AMF) asumió el papel de la Federación Internacional de Fútbol de Salón (FIFUSA) en la rectoría global del deporte.

### Años de desafío
Durante las décadas de 2000 y 2010, el fútbol de salón venezolano ha debido afrontar las dificultades que le ha implicado la competencia de la versión FIFA, denominada fútbol cinco, y la situación económica venezolana.
Sin embargo, el deporte se ha mantenido activo dentro del territorio venezolano. Ha estado presente en los torneos internacionales más importantes, tanto de clubes como de selecciones (salvo contadas excepciones), obteniendo algunos resultados de gran relevancia, como el subtítulo en el mundial de 2013 y el título en el sudamericano de 2015 logrados por la selección femenina, y la medalla de plata en los Juegos Mundiales de 2013 y el subcampeonato sudamericano de 2014 por parte de la selección masculina.

### Situación actual

#### Número de salonistas
De acuerdo a cifras publicadas por FEVEFUSA, para 2013 más de dos millones de personas jugaban al fútbol de salón, siendo uno de los deportes más practicados de Venezuela. 70 mil jugadores estaban inscritos en la Federación Venezolana de Fútbol de Salón. 20 equipos participaban para el momento en la Liga Bolivariana de Fútbol de Salón. 400 jugadores practicaban el deporte a nivel profesional.

#### Representación internacional

##### Jugadores
Clubes de otros países han contratado los servicios de salonistas venezolanos. Los importantes torneos profesionales de Colombia (en ramas masculina y femenina) han sido su destino más frecuente. En la temporada 2015, había 9 jugadoras en los diferentes equipos de la Copa Profesional de Microfútbol Femenina de Colombia. En 2016, la cifra de jugadoras autorizadas por FEVEFUSA para participar en el torneo se incrementó a 23. En dicha temporada, 3 venezolanas formaron parte del equipo campeón (Pijaos Syscafé Tolima): Gabriela Viloria, Heidy Padilla y Emily Brito. Otras 3 integraron al equipo subcampón (Cali Juniors): Yuceilys Camargo, Karla Romero y Astrid Miquilena.
Los varones también han tenido actuación destacada en la Copa Profesional de Microfútbol colombiana, llegando algunos a ser figuras de sus clubes. En la edición del primer semestre de 2016, los venezolanos Marcos Colina y Carlos Serrano, del conjunto Real Caldas FS, fueron elegidos como mejores jugadores extranjeros del torneo.
En Quito, Ecuador, representantes de la colonia venezolana conformaron al club Los Vinotinto, el cual ha sido un importante animador de los torneos de primera categoría organizados por Pichincha Futsalón. En 2016, el equipo debutó en el Torneo Preparación. Alcanzó la final en la versión de ese año de la Copa Pichincha, el evento de clubes más importante del fútbol de salón del país. Cerrando ese año ganó el torneo relámpago Quito Milenario.

##### Entrenadores
El torneo profesional colombiano ha sido destino de algunos entrenadores venezolanos. Eudo Villalobos, natural del estado Zulia, dirigió a los Heroicos de Cartagena durante las temporadas de 2009 (cuartos de final) y 2010.
Por su parte, el tachirense Óscar Villamizar entrenó a Caciques del Quindío en 2014, tanto en categoría femenina como en masculino (alcanzando la semifinal con los varones). En 2015 dirigió a Pijaos Tolima en el torneo femenino. Repitió en el banquillo del equipo tolimense en 2016, temporada en la que sus jugadoras lograron el campeonato. 

##### Árbitros y personal técnico
La capacidad de los jueces, anotadores y cronometristas venezolanos es reconocida a nivel internacional. Han estado presentes en importantes eventos internacionales, tanto de clubes como de selecciones. Dirigieron, entre otros torneos, las finales del X Campeonato Mundial Masculino de Colombia 2011 (Joselito Escalona) y de los Juegos Mundiales de Cali 2013 (Jesús Luna).

#### Difusión mediática
La atención que brindan actualmente los grandes medios de comunicación venezolanos al fútbol de salón es escasa. La misma se limita a programas en canales de televisión especializados en deportes y a algunos artículos en periódicos y programas en radioemisoras regionales, y en menor medida, en los nacionales.
Ante la falta de espacio que sufre el deporte en los grandes medios, los salonistas de Venezuela han recurrido al Internet (blogs y redes sociales) para dar a conocer sus actividades. Se han publicado páginas web de algunos campeonatos de importancia.

## Torneos
A lo largo de todo el territorio venezolano se juegan campeonatos de categorías infantiles y juveniles (incluyendo competencias escolares y universitarias), torneos para la población aborigen, competencias empresariales, de categoría élite y de categoría sénior, entre otros certámenes, tanto en rama femenina como en masculino.
Los campeonatos a nivel aficionado conocidos tradicionalmente como interbarrios han tenido una importante repercusión en la difusión del deporte.

### Categorías por edades
1. Categorías infantiles:
- - Categoría minifutsal
  - Categoría preinfantil
  - Categoría infantil C
  - Categoría infantil B
  - Categoría infantil A

2. Categoría juvenil
3. Primera categoría (de élite)
4. Categoría máster (sénior)

### Competencias entre clubes

#### Liga Especial Superior de Fútbol de Salón
La popularidad de que gozaba el deporte durante la década de 1990 y los primeros éxitos internacionales, tanto a nivel de selección como de clubes, motivaron a un grupo de empresarios a crear la Liga Especial Superior de Fútbol de Salón (LESFUTSAL). Este torneo fue iniciado en 1993 con seis equipos: Caciques de Monagas, Dragones de Carabobo, Fieras de Caracas, Guayaberos del Táchira, Guerreros del Zulia y Lobos de Vargas. Posteriormente se incorporaron los equipos Bucaneros de Oriente, Caimanes del Orinoco y Huracanes de Apure. El evento fue un éxito notable en cuanto a asistencia a los gimnasios (a veces con llenos totales), audiencia televisa (a través del antiguo canal de señal abierta Radio Caracas Televisión ) y calidad deportiva (con participación de jugadores colombianos; entre ellos, el considerado en esa época el mejor jugador del mundo, Giovanny Hernández Galvan).
Aun con este escenario aparentemente muy favorable (que incluía el título mundial alcanzado por la selección nacional en 1997 con la totalidad de jugadores provenientes de la liga), el acuerdo para el contrato televisivo de la temporada de 1998 fue difícil. Ese año, RCTV no transmitió los encuentros. Fue la última edición del evento.

#### Torneos actuales

##### Liga Nacional Superior de Fútbol de Salón

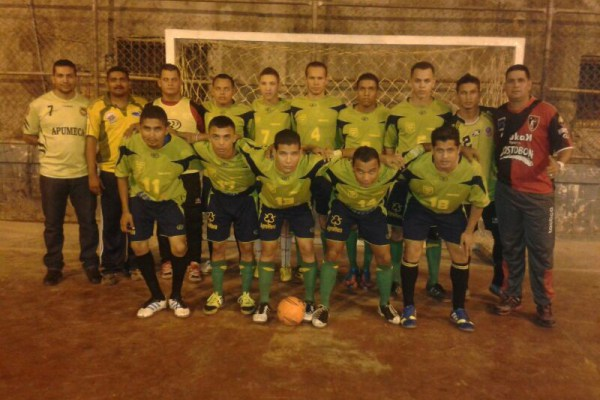
Huracanes de Apure Futsal Club: ganó la Liga Nacional Bolivariana de 2013 y representó a Venezuela en la Copa Claro Sports de las Américas zona norte, edición 2014.

En 2016 volvió a las canchas la Liga Nacional Superior de Fútbol de Salón, luego de varios años de inactividad. La liga está dividida en Zona Oriental, Zona Central y Zona Occidental. Se juega bajo la modalidad por puntos (formato de liga).

##### Copa Batalla de Carabobo
A partir de 2013, a la Copa Batalla de Carabobo se le ha asignado el estatus de campeonato nacional de primera categoría en la rama masculina. Este torneo, en el que participan clubes de toda la geografía venezolana, se juega en la localidad de Naguanagua, estado Carabobo. Se efectúa bajo el sistema de eliminatorias (formato de copa).
Desde 2015, el club campeón obtiene el derecho de disputar la fase clasificatoria de la Copa Claro Sports de las Américas correspondiente a la Zona Norte. A continuación se muestran los ganadores del torneo.
| Año  | Club campeón      | Estado   |
| ---- | ----------------- | -------- |
| 2013 | Lamigal           | Carabobo |
| 2014 | Charcutería Emily | Trujillo |
| 2015 | ?                 | ?        |
| 2016 | Parcel            | Carabobo |

### Competencias entre selecciones estadales

#### Campeonatos nacionales
Los campeonatos nacionales son efectuados entre las selecciones de cada entidad federal , tanto en categoría femenina como en masculino. Se juegan en sede fija, con formato de copa.
Los años en los que se realizan los Juegos Deportivos Nacionales (organizados por el Instituto Nacional de Deportes) no se efectúan campeonatos nacionales en las categorías que corresponden a dichos juegos. Se celebran, en su lugar, los torneos de fútbol de salón de dichos Juegos Deportivos, en las categorías respectivas.
El primer campeonato nacional en categoría femenina fue realizado en Tucupita, capital de Delta Amacuro, en 1987. Fue ganado por la selección de Aragua, al vencer en la final 3-2 a Carabobo. 
La selección femenina del estado Zulia obtuvo el título nacional de primera categoría en la edición de 2016, en torneo realizado en San Juan de los Morros, estado Guárico.

## Equipos

### Clubes

#### Actuación internacional[47]
| Año  | Evento                                                                   | Sede                            | Club representante                       | Estado              | Posición |
| ---- | ------------------------------------------------------------------------ | ------------------------------- | ---------------------------------------- | ------------------- | -------- |
| 1993 | XV Suramericano de Clubes Campeones                                      | São Paulo (Brasil)              | Otaza                                    | Táchira             | 3.º      |
| 1999 | XXI Suramericano de Clubes Campeones                                     | Pedro Juan Caballero (Paraguay) | AZ                                       | Anzoátegui          | 6.º      |
| 2000 | I Panamericano de Clubes                                                 | Quito (Ecuador)                 | Comando Policial                         | Bolívar             | ?        |
| 2002 | III Panamericano de Clubes                                               | Mercedes (Uruguay)              | Pirañas de Guayana                       | Bolívar             | 4.º      |
| 2003 | IV Panamericano de Clubes                                                | Encarnación (Argentina)         | Arabito                                  | Zulia               | 6.º      |
| 2004 | V Panamericano de Clubes, Eliminatoria Zona Norte                        | Lima (Perú)                     | Industriales de Valencia                 | Carabobo            | 2.º      |
| 2005 | V Panamericano de Clubes, Fase Final                                     | Lima (Perú)                     | Industriales de Valencia                 | Carabobo            | 2.º      |
| 2005 | VI Panamericano de Clubes, Eliminatoria Zona Norte                       | Lima (Perú)                     | Deportivo UGMA                           | Anzoátegui          | 1.º      |
| 2006 | VI Panamericano de Clubes, Fase Final                                    | Santa Cruz (Bolivia)            | Deportivo UGMA                           | Anzoátegui          | 4.º      |
| 2006 | VII Panamericano de Clubes, Eliminatoria Zona Norte                      | Barquisimeto (Venezuela)        | Fundadeportes Deportivo UGMA             | Carabobo Anzoátegui | 1.º 2.º  |
| 2008 | IX Panamericano de Clubes, Eliminatoria Zona Norte                       | Cumaná (Venezuela)              | Estudiantes del Zulia Delfines de Cumaná | Zulia Sucre         | 1.º 3.º  |
| 2008 | IX Panamericano de Clubes, Fase Final / VII Campeonato Mundial de Clubes | Comodoro (Argentina)            | Estudiantes del Zulia                    | Zulia               | 4.º      |
| 2009 | X Panamericano de Clubes, Eliminatoria Zona Norte                        | Valera (Venezuela)              | Trujillanos Estudiantes del Zulia        | Trujillo Zulia      | 1.º 2.º  |
| 2014 | Copa Claro Sports de las Américas, Eliminatoria Zona Norte               | Barrancabermeja (Colombia)      | Huracanes de Apure                       | Apure               | 2.º      |
| 2015 | Copa Claro Sports de las Américas, Eliminatoria Zona Norte               | Armenia (Colombia)              | Charcutería Emily                        | Trujillo            | 3.º      |

### Selecciones nacionales

#### Categoría masculina

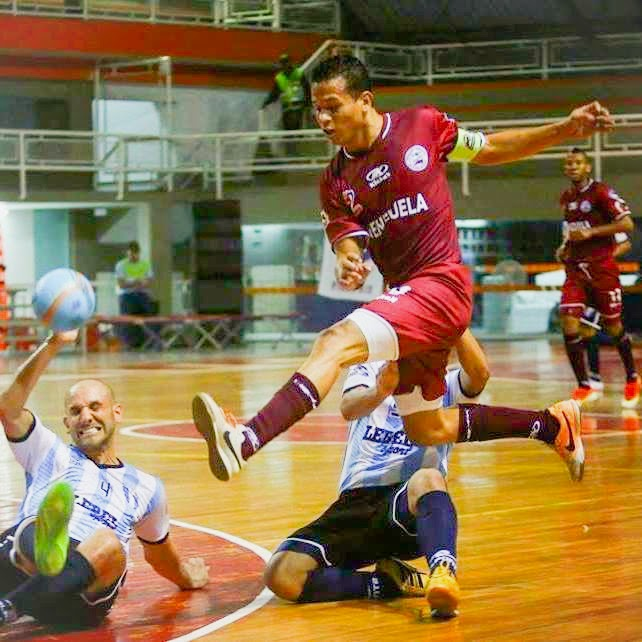
Juego de fútbol de salón entre las selecciones masculinas de Argentina y Venezuela

El recorrido internacional de la selección masculina se inició en 1990, bajo la conducción del entrenador colombiano Álvaro Guevara Español. La primera cita oficial fue el III Campeonato Panamericano de Fútbol de Salón, en Colombia. El joven equipo venezolano sorprendió al continente, clasificándose al cuadrangular final. Alcanzó un meritorio tercer lugar que le valió su pase al IV Campeonato Mundial que se celebró en Italia 1991. 
En su debut mundialista, el equipo sudamericano mostró un nivel de juego excelente, llegando hasta los cuartos de final, instancia en la que se enfrentó a Portugal. El equipo europeo (que a la postre fue el campeón del certamen) obtuvo la victoria en un apretadísimo encuentro. 
En 1992, el equipo venezolano logró el subcampeonato en el Sudamericano celebrado en Uruguay, clasificándose al Campeonato Panamericano de Bolivia del año siguiente. En esa justa, no pudo avanzar de la primera fase.
En 1994 ganó la medalla de oro de los Juegos Deportivos Suramericanos ODESUR, siendo anfitriona del certamen (que se efectuó en la ciudad de Valencia). Ese mismo año, disputó el V Campeonato Mundial en Argentina, donde demostró uno de los mejores estilos de juego del torneo. Fue eliminada en cuartos de final, a causa de un forfait muy controversial.
En 1996 ganó el V Campeonato Panamericano, organizado por la PANAFUTSAL en Bogotá. En 1997 se erigió como campeona del mundo en México al vencer 4-0 a Uruguay en la gran final. En 1999 alcanzó el subcampeonato panamericano en Asunción, Paraguay, escoltando al combinado local.
En 2000, no pudo acudir a Bolivia a defender su título mundial por presentar dificultades económicas, según informaron sus voceros. Tampoco participó en el Campeonato Mundial de 2003 en Asunción, Paraguay. En 2007 disputó la Copa del Mundo en Argentina con una actuación muy discreta. 
En 2011, Venezuela participó en la edición organizada en Colombia, alcanzando los cuartos de final, fase en la que fue eliminada por el equipo de casa. En 2013, llegó a la final del torneo de fútsal de los IX Juegos Mundiales celebrados en Cali, Colombia, perdiendo la medalla de oro, nuevamente ante los locales. En diciembre de 2014, la selección disputó el Campeonato Sudamericano Preferia de Cali en Colombia, donde obtuvo el subtítulo. En abril de 2015, participó en la XI Copa del Mundo en Bielorrusia, siendo eliminada en la primera fase.

#### Categoría femenina

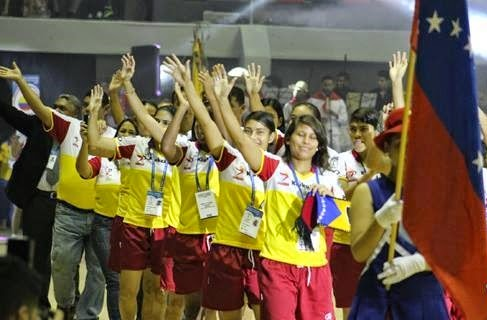
Selección femenina de fútbol de salón de Venezuela

En 2006, la Asociación Mundial de Futsal convirtió en realidad el proyecto de una Copa Mundial Femenina. Venezuela respaldó esta primera experiencia acudiendo a la cita en la provincia de Corrientes, Argentina, junto con otras siete selecciones. Tuvo una actuación destacada, consiguiendo la medalla de bronce (luego de vencer a Brasil en el encuentro por el tercer lugar por 10-3). Aunque fue organizado por la AMF, es considerado un torneo piloto, y frecuentemente no es contabilizado dentro de las crónicas de la disciplina.
La AMF organizó el primer Campeonato del Mundo de la categoría en Cataluña, España, en 2008. Allí la selección tricolor representó a Sudamérica, alcanzando los cuartos de final.
En el II Campeonato del Mundo, jugado en Colombia en 2013, la selección venezolana alcanzó la final, cayendo ante las anfitrionas por un ajustado 3-2. Esta ha sido la actuación más descollante de una representación femenina venezolana en un deporte colectivo.
En 2015, consiguió su primer título internacional oficial, en el I Campeonato Suramericano, realizado en Cali, Colombia, tras vencer en la final a la selección local por 0-2. El juego tuvo que definirse en prórroga, luego de que el tiempo reglamentario concluyese sin anotaciones de ninguno de los dos bandos.
Su próxima actuación será en el III Campeonato del Mundo, a celebrarse en Cataluña, España, en noviembre de 2017.

## Controversias

### Con el fútbol cinco
Hasta el momento, la controversia del fútbol de salón con la Federación Venezolana de Fútbol no ha sido resuelta. Los sectores vinculados al fútbol de salón de Venezuela argumentan que la FVF se aprovechó de todo el trabajo hecho por FEVEFUSA durante las décadas de 1980 y 1990 organizando la disciplina, formando jugadores, entrenadores, árbitros y dirigentes, y captando fanáticos y patrocinadores (y que lo siguen haciendo). También han reclamado con vehemencia que la federación de balompié, ejerciendo su importante influencia, ha pretendido retirarlos de las diferentes competencias en que tradicionalmente han participado, incluyendo los Juegos Nacionales Escolares e incluso los importantes Juegos Deportivos Nacionales. Las reclamaciones han sido lideradas por Carlos Briceño, actual presidente de la Federación Venezolana de Fútbol de Salón.
En contraparte, los líderes del balompié argumentan que el futsal es una modalidad de la disciplina del fútbol.
Dichas federaciones (FEVEFUSA y FVF) manejan sus deportes (fútbol de salón y fútbol cinco) de manera independiente. Sin embargo, varios jugadores han representado a clubes de las dos disciplinas, y algunos han defendido a ambas selecciones nacionales. 

### Por la equidad respecto a los deportes olímpicos
Carlos Briceño, actual presidente de la Federación Venezolana de Fútbol de Salón, ha liderado, junto con sectores vinculados a otras disciplinas, un llamado continuo de atención a las autoridades deportivas de Venezuela en procura de un trato igualitario para los deportes no olímpicos (respecto a sus pares olímpicos).